# 수타그룹
수타그룹(일명 슈퍼탤런트그룹, 영어: Suta Group, STOW)은 대한민국, 싱가포르, 스위스에 기반을 둔 다국적 기업집단로, 봄에는 아시아에서, 가을에는 유럽에서 개최하는 슈퍼모델, 팝 아티스트, 영화배우, 댄싱챔피언을 선발하는 리얼리티 오디션 포맷의 슈퍼탤런트 오브 더 월드 글로벌 텔레비전 프로그램이 모체이다. 매 시즌마다 100 개국에 걸쳐 수천 명의 라이징 스타들이 참가하는 쇼케이스를 콘텐츠로, 슈퍼탤런트 브랜드 패션위크, 스타레코드, 패션스쿨, 필름페스티벌 등 사업을 확장하고 있으며, 참가하는 모델들을 대상으로 웹드라마,웹다큐 시리즈를 제작하여 중국판 넷플릭스 아이치이(iQIYI), Fashion One에 송출하고 있다.

## 매니지먼트
Anna Lundh (2011), Diana Arno (2011), Maria Sten (2011), Meriam George (2013), Malina Joshi (2013), Dipna Patel (2014), Milett Figueroa (2016), Lada Akimova (2019) 등 국제적인 탑모델과 뮤지션, 인플루언서를 매니지먼트 하고 있다.

## 네트워크
해외 유명 탑 모델/뮤지션/인플루언서의 글로벌 연예활동을 매니지먼트 하고 있으며, 자사가 만든 사물인터넷, 빅데이터 융합 캐스팅 시스템을 통하여 전 세계 2천여 에이전시와 협업하고 있다.

## 라이센싱
지난 지난 5년간 싱가폴 상장사 Yuuzoo Corp과 90 개국 이상에서 공동 제품을 만들어 판매하여 글로벌 네트워크와 국제적 경험을 통해 프리미엄 브랜드와 파트너십을 통하여 독점 라이선스 제품을 개발하여 전 세계에 론칭 및 판매하고 있다. 파리, 밀라노, 런던, 제네바, 싱가포르, 상하이에 본사를 둔 글로벌 라이센싱 부서의 홍보 & 마케팅, 커뮤니케이션 플랫폼으로 독점적인 브랜드 혹은 합작제품을 만들어 파트너에게 가시적인 성과와 장기적인 가치를 창출하고 있다.

## 슈퍼탤런트 오브 더 월드
플래그쉽 브랜드로 파리, 밀라노, 서울, 상하이, 바르셀로나, 칸 등 유명 도시에서 탑모델, 배우, 가수를 선발하는 세계에서 유일무이한 권위있는 인플루언서 모델링 콘테스트로, 시즌 11은 2018년 11월 10일, 전 세계 최고의 랜드마크 파리 에펠탑에서 개최되었으며, 시즌13은 2019년 11월 2일 이태리 최초의 6성급 호텔 로마카발리에리 힐튼 아스토리아 리조트에서 50국 규모로 개최되었다. 매시즌 개최되는 이벤트로 브랜드 콘텐츠 프로덕션과 다양한 국가에서 홍보할 수 있다.

## 패션 & 엔터테인먼트
슈퍼탤런트 콘텐츠는 일반 대중, 언론 및 TV로부터 적극적인 참여와 관심으로 인플루언서 콘텐츠를 제작하고 있으며, 여성층에게 높이 평가되고 있다. 이 광고물 영상, 360 인플루언서 홍보 전략은 브랜드를 전 세계에 알리고 판매를 촉진하여 세계적인 브랜드로 성장할 수 있게 하고 있다

## 미디어 STOW.TV
다양한 이벤트와 TV 및 웹 콘텐츠 노출로 전 세계의 국제 미디어와 협업으로 콘텐츠를 노출하여, 브랜딩, 제품 코멘트 및 브랜드 맞춤형, 회원 증가 등 플랫폼으로 사용하고 있다. 웹 드라마, 에피소드 시리즈 등은 중국판 네플릭스 아이치이(iQIYI), 패션원 등에 송출하고 있으며, 3자협업을 통하여 넷플릭스, 아마존닷컴 등 세계적인 온라인 미디어에 송출하고 있다.

## 브랜드 포지션
TRANSFORMATION (향상, 도달, 변화), FLAIR (혁신, 신제품, 독창성, 최신 유행), DREAM (우아하고 세련, 트렌디, 꿈, 향기), PROFESSIONALISM (모든 수준에서 전문성 반영)

## 같이 보기
- 대한민국 기업 목록